# Ibope Repucom

O IBOPE Repucom é uma joint-venture, fruto da parceria, firmada em 2013, entre Repucom, membro do grupo RSMG Insights, líder global em pesquisas de marketing esportivo e patrocínio, e a Kantar IBOPE Media, joint venture entre o antigo Grupo IBOPE e a Kantar Media, líder em medição de audiência de mídia e investimento publicitário na América Latina . 
A empresa é líder global em pesquisa de marketing esportivo e retorno de exposição das marcas em mídia, o IBOPE Repucom fornece métricas de eficiência e avaliação de resultados de patrocínio em esportes, entretenimento e cultura.
Com metodologia reconhecida globalmente, O IBOPE Repucom analisa todas as mídias e enrega análises qualitativas e quantitativas para o monitoramento de ações em eventos, planejamento de anunciantes em mídia, estudos analíticos sobre comportamento e consumo esportivo e outros indicadores de performance para mensurar o retorno de campanhas e ações.
Em dezembro de 2014, A Kantar Media, braço do grupo WPP responsável por gestão de informação e uma das maiores empresas de pesquisa, insight e consultoria do mundo, anunciou que adquiriu o controle do IBOPE Media, tornando-se a Kantar IBOPE Media.

## Gestão
A gestão é feita pelo executivo Arthur Bernardo Neto, que gerencia todas as operações de vendas, desenvolvimento de negócios e parcerias estratégicas na América Latina. Arthur oferece suporte a clientes locais bem como clientes globais que operam na região, com foco em projetos de avaliação de mídia, eficiência de patrocínio, estudos de ROI assim como projetos de pesquisa de mercado.

O time comercial conta com a executiva Gabriella Giamundo e Ana Paula Machado, e Danilo Amâncio coordena o desenvolvimento de produtos e marketing da empresa.